# Ataques a estaciones policiales de Colombia en 2018
Los ataques a las estaciones policiales en Colombia de 2018 ocurrieron en Barranquilla y Soledad (Atlántico) y Santa Rosa del Sur (Bolívar), los días 27 y 28 de enero de 2018. En el primer caso, un hombre arrojó dos granadas de mano en la estación de policía del barrio San José. El ataque a la otra estación ocurrió desde un taxi en el barrio Soledad 2000 de Soledad, dejando alrededor de 7 heridos. Entre los últimos se encontraban dos civiles. Las víctimas eran miembros activos de la Policía Nacional de Colombia en la seccional Metropolitana de Barranquilla.
El tercer atentado se produjo el mismo domingo 28, contra una estación de la Policía colombiana en el corregimiento de Buenavista, municipio de Santa Rosa del Sur, en el departamento de Bolívar, donde fallecieron dos policías, lo que elevó la cifra de muertos a 7.
El primer atentado fue reivindicado por el grupo guerrillero Ejército de Liberación Nacional.

## Actos terroristas
En las primeras horas del sábado 27 de enero, los miembros de la Policía se encontraban reunidos siguiendo las instrucciones de los superiores para coordinar la tarea de velar por la seguridad de la ciudad en las afueras de la estación de policía del barrio San José, cuando fueron sorprendidos por un hombre en moto que arrojó una granada de fragmentación, la cual estalló a metros de la estación, dejando como saldo parcial tres policías muertos y alrededor de 40 heridos. El perpetrador huyó a pie y minutos más tarde fue capturado cerca a la zona del atentado. El individuo tenía en su poder un radio-teléfono y un cuaderno con planos matemáticos de la ejecución del atentado y contactos telefónicos, entre los cuales se presume está el autor intelectual del atentado.
En la madrugada del domingo 28 de enero se lanzó desde un taxi un artefacto explosivo tipo granada, hacia de la estación de policía del barrio Soledad 2000 de Soledad, provocando daños en la estructura y dejando como saldo cinco policías y dos civiles heridos. Hubo daños materiales en viviendas cercanas a la estación.
En un tercer atentado, se detonó un explosivo en un terreno lindero a una estación de policía en el corregimiento de Buenavista, Santa Rosa. Fallecieron dos policías.
|                                           |
| Mapa de Bolívar, lugar del tercer ataque. |

|                                                       |
| Mapa de Atlántico, lugar del primer y segundo ataque. |

## Víctimas
Inicialmente se reportaron 3 fallecidos. Mientras los heridos eran atendidos en centros asistenciales, se confirmó el aumento de esta cifra a seis policías fallecidos por la gravedad de las heridas y pérdida de miembros inferiores y superiores. Algunos de los miembros de la institución también sufrieron laceraciones, mutilaciones y traumas auditivos tras recibir esquirlas de la granada. Todos los fallecidos eran miembros de la institución al momento del atentado.
Las identidades de los seis policías fallecidos en la estación de policía del barrio San José son las siguientes:
- Anderson Cano Arteta
- Josimar Márquez Navarro
- Freddy López Gutiérrez
- Freddy Echeverría Orozco
- Yamith Rada Muñoz
- Willy Rhenals Martínez

Respecto a los hechos de la estación de la policía en el municipio de Santa Rosa del Sur, los fallecidos fueron:
- Manuel Galvis Contreras
- Ferney Alexander Posada

## Hechos posteriores
Casi al mismo tiempo del atentado a la estación de policía, en las afueras de un Almacén Éxito en Soledad cerca al estadio Metropolitano Roberto Meléndez de Barranquilla, fueron atacados dos guardias de seguridad de la empresa Prosegur mientras iban a realizar un retiro de dinero en un local del almacén. Uno de los guardias falleció y el otro resultó gravemente herido. Se investiga si este hecho está relacionado al atentado.
Los alcaldes de Barranquilla, Alex Char, de Soledad, Joao Herrera, y el presidente Juan Manuel Santos lamentaron la muerte de los policías y anunciaron medidas para contrarrestar el terrorismo y la violencia en Barranquilla, en la vigilancia militar y policial de Barranquilla, Soledad y toda la Región Caribe. Hubo diversas reacciones de personalidades en la política, deportistas y artistas, que rechazaron al atentado. El director de la policía, Jorge Hernando Nieto, y las instituciones de seguridad del estado colombiano, anunciaron una recompensa de 50 millones de pesos para capturar a los autores intelectuales de los atentados. Hubo homenajes a los policías caídos entre familiares compañeros de labor, sociedad civil y rechazos a los actos de terrorismo en distintos lugares de Barranquilla.
El presidente suspendió el quinto ciclo de los diálogos de paz con el ELN en Quito.